# Phanodermopsis conicauda
Phanodermopsis conicauda är en rundmaskart som beskrevs av Nikolai Nikolaievich Filipjev 1946. Phanodermopsis conicauda ingår i släktet Phanodermopsis och familjen Phanodermatidae. Inga underarter finns listade i Catalogue of Life.